# Fraile Muerto (Uruguay)
Fraile Muerto es una ciudad uruguaya del departamento de Cerro Largo, sede del municipio homónimo.

## Ubicación
La localidad se encuentra situada en la zona centro del departamento de Cerro Largo, en las costas del arroyo Fraile Muerto y sobre la ruta 7.

## Historia

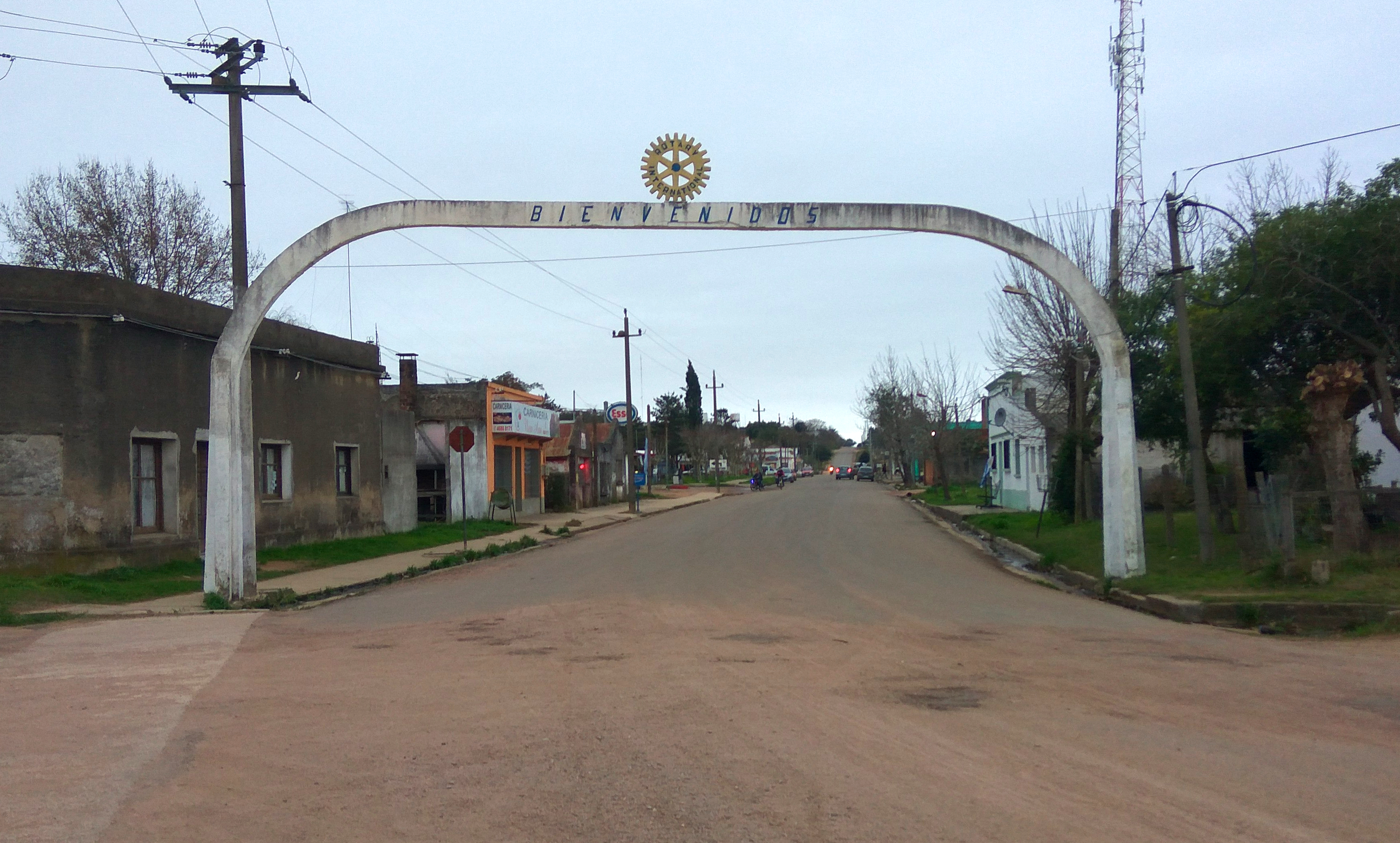
Entrada a Fraile Muerto en la ruta 7.

Su nombre data de 1753, cuando en las nacientes del arroyo murió un capellán conocido como Fray José Díaz.
Lo que hoy es la ciudad de Fraile Muerto está formada por dos fraccionamientos, uno ubicado en la margen izquierda del arroyo Fraile Muerto y el otro en la derecha. El primero de ellos surgió en noviembre de 1906, y es conocido como Wenceslao Silveira. El segundo fue fundado el 3 de enero de 1908 como consecuencia de la llegada del ferrocarril al lugar, y se lo conoció como pueblo Fructuoso Mazziotta. El  17 de julio de 1918 por ley 6195 se declaró oficialmente pueblo a estos dos fraccionamientos y se les dio el nombre de Fraile Muerto. El pueblo fue elevado a la categoría de villa el 19 de diciembre de 1957 por ley 12478 y, a la categoría de ciudad el 20 de marzo de 2006 por ley 17955.

## Población
Según el censo del año 2011 la ciudad contaba con una población de 3168 habitantes.
| 3922          | 2576 | 2468 | 2903 | 3214 | 3229 | 3168 |
| (Fuente: INE) |      |      |      |      |      |      |

## Economía
Fraile Muerto es el centro de una amplia zona agrícola, ganadera y forestal del departamento de Cerro Largo. Su lechería tiene como destino la Cooperativa COLEME del departamento. El área forestal de la zona comprende unas 15.000 hectáreas que se desarrollan en los terrenos menos fértiles. Mientras que en las zonas fértiles que corresponden a la cuenca del arroyo Fraile Muerto se destaca la plantación de arroz con unas 7000 hectáreas. Por otro lado se destaca también la ganadería con buenos rendimientos de producción cárnica y producción lanar.

## Educación
A nivel de educación secundaria funciona en la ciudad el Liceo de Fraile Muerto, fundado en 1956 por iniciativa de una Comisión de Vecinos reunida en el año anterior y que sirve no solo a los estudiantes de Fraile Muerto sino también a los de otras localidades vecinas como Ramón Trigo, Bañado de Medina, Quebracho, Tres Islas y otros.

## Atractivos
Junto al arroyo Fraile Muerto existe un parque municipal el cual ofrece áreas para campamento, parrilleros, parador y playa.

## Galería

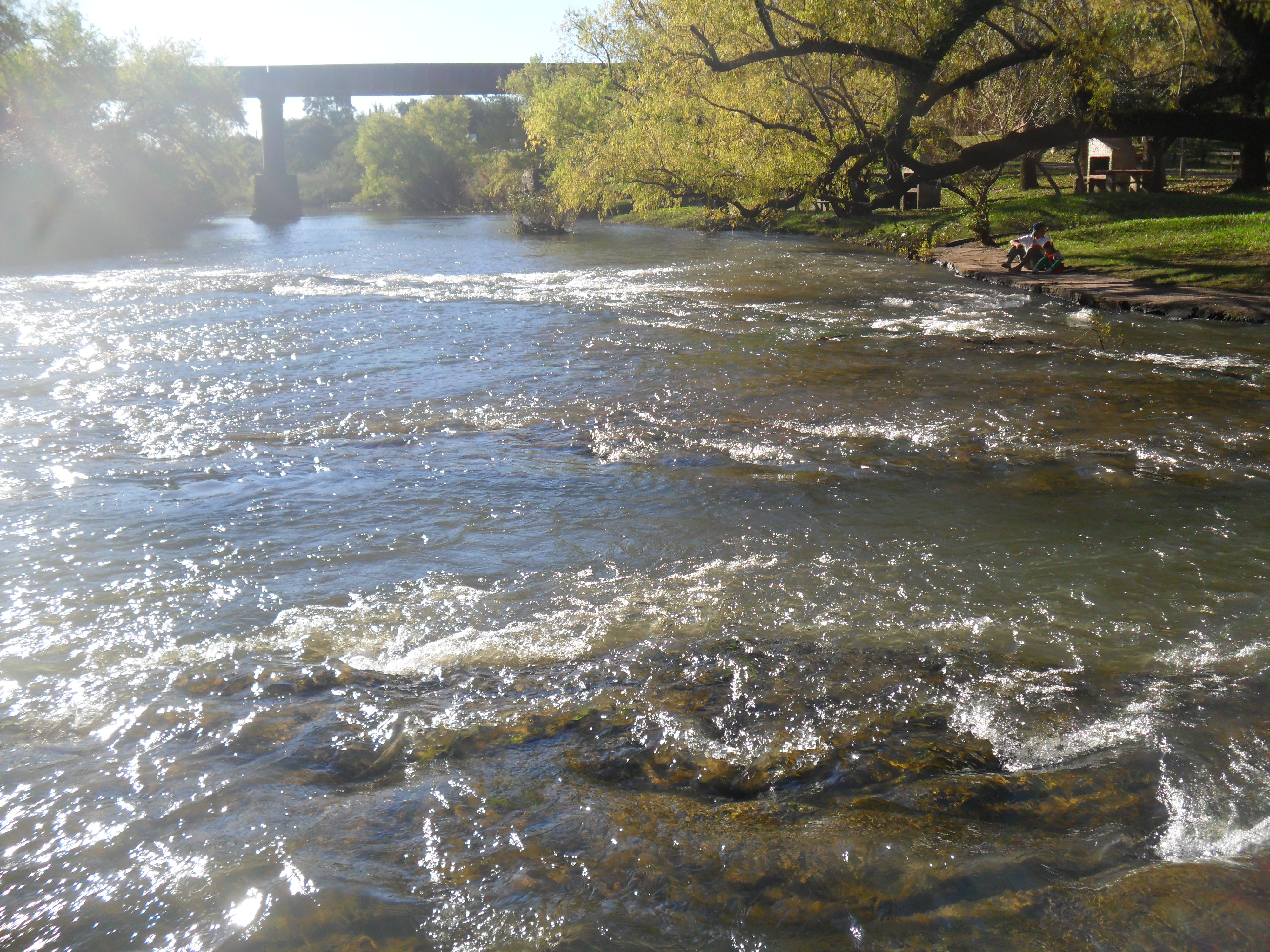
Cascada del arroyo de Fraile Muerto.
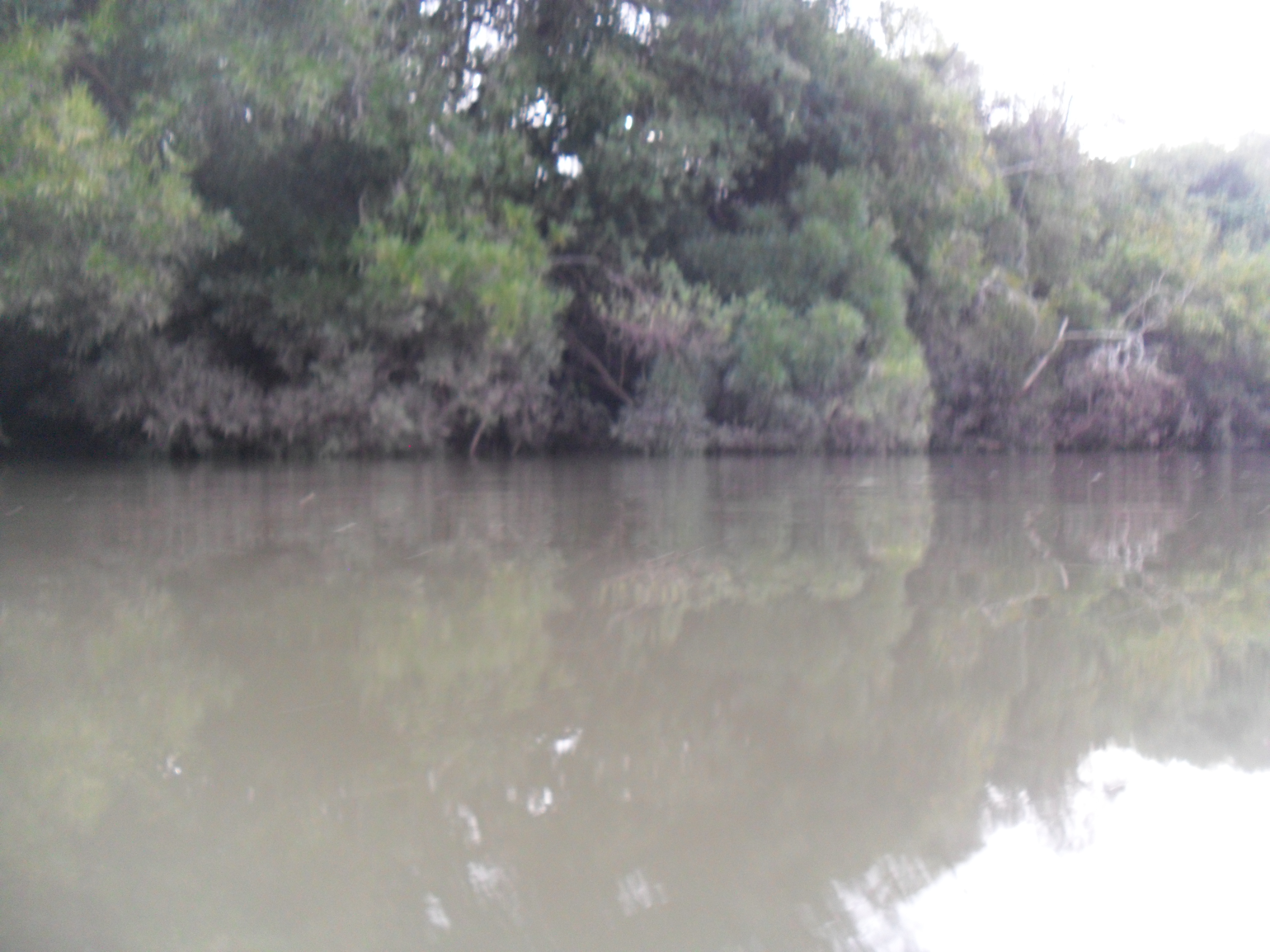
El arroyo de Fraile Muerto visto desde adentro.
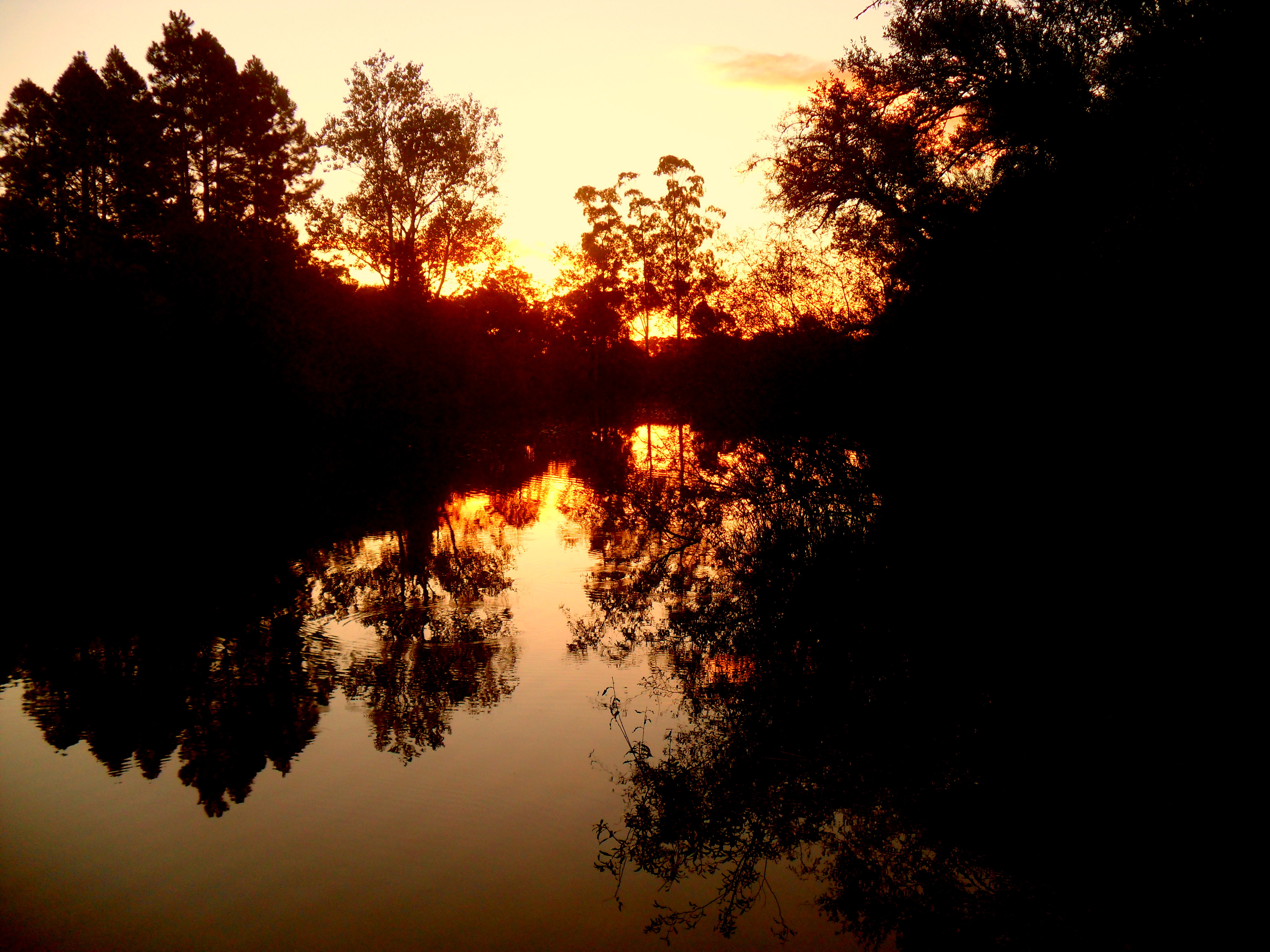
Arroyo de Fraile Muerto, cayendo el sol.
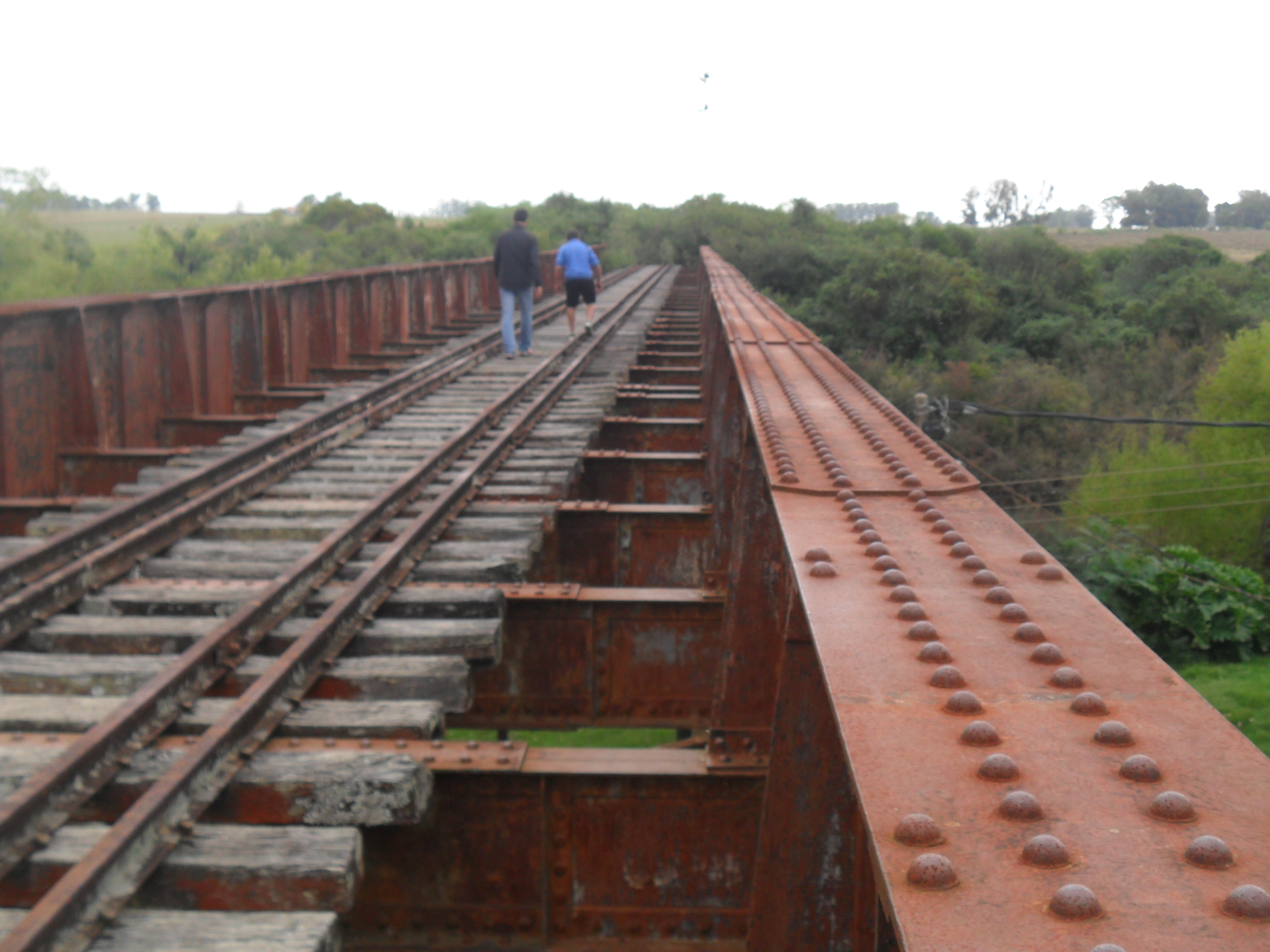
Puente ferroviario sobre el arroyo Fraile Muerto.